# Поздняков, Николай Сергеевич
Николай Сергеевич Поздняков (16 декабря 1875 г., Благовещенск — 1 марта 1974 г., Москва) — советский педагог, методист, специалист в области методики преподавания русского языка; профессор кафедры методики преподавания русского языка факультета русского языка и литературы МГПИ им. Ленина.

## Биография
Николай Сергеевич Поздняков родился 4 (16) декабря 1875 г. в Благовещенске. С пятого класса гимназии подрабатывал репетиторством. Летом 1893 г. выпускник гимназии стал репетитором в семье состоятельного тамбовского фабриканта. Сопровождая своего воспитанника, выехал в Швейцарию, где поступил в Цюрихский университет на факультет естествознания.
После поступления лишился места репетитора, работал на фабрике, затем на ферме, и только затем вернулся к репетиторству. Хорошо оплачиваемые уроки дали ему возможность в 1897 г. окончить учебу в университете.
После окончания Цюрихского университета устроился преподавать русский язык в коммерческое училище в Цюрихе, где проработал с 1900 по 1905 г. В 1905 г. переехал во Францию, где также преподавал русский язык в учебном заведении в Вил-Сен Жермене до 1909 г.
В 1909 г. вернулся в Россию и поступил на историко-филологический факультет Московского университета, который окончил в 1916 г. Увлекался поэзией, в 1913 г. выпускает сборник своих стихов «Облетевшие мысли». В 1916—1918 г. служил в армии, после возвращается в Москву.
В Москве знакомится с С. Т. Шацким, который вместе с единомышленниками стремился дать детям бедноты возможность получать образование. Вместе они организовали в Москве клуб, а также колонию «Бодрая жизнь» в Калужской губернии, позже переименованную в 1-ю Опытно-показательную станцию по народному образованию Наркомпроса, в которой с 1919 г. Николай Сергеевич преподавал русский язык и литературу, а также помогал создавать краеведческий музей в деревне Белкино.
Разработка новых форм и методов преподавания привели Н. С. Позднякова к деятельности, связанной с подготовкой учителей начальной школы. В опытной школе г. Лосиноостровска, на фабрике имени Покровского, в Центральной педагогической лаборатории и Центральном научно-исследовательском институте школ он преподавал русский язык и методику его преподавания. К середине 1920-х годов стал популярным методистом в Москве и области, а потом и стране. С 1926 г. преподает русский язык на рабфаке им. Артема Московской горной академии.
В 1926—1932 гг. участвовал во всех комиссиях Наркомпроса, связанных с созданием программ и учебников по русскому языку, выступал на курсах для учителей, входил в состав многих комиссий по народному образованию, принимал участие в разработке новых программ и его методике для студентов педагогических техникумов. В 1920—30-х годах активно занимался научно-исследовательской работой и продолжал печатать свои методические пособия.
В 1940 г. — доцент Государственного педагогического института им. Либкнехта. В 1942 г. перешел на работу в Московский государственный педагогический институт им. Ленина, где получил звание профессора. В конце 1940-х годов в соавторстве с М. Н. Петерсоном и Е. Я. Фортунатовой составил специальные орфографические таблицы с методическими указаниями к ним для I, II, III и IV классов начальной школы, а также пробные учебники по русскому языку (1947 г.).
В течение многих лет с еще довоенного времени читал курс методики русского языка в МИФЛИ и МГУ. Был профессором кафедры методики преподавания русского языка в МГПИ им. Ленина и вышел на пенсию в возрасте 85 лет, но тем не менее продолжал выступать оппонентом на защите диссертаций, а свое последнее исследование закончил в возрасте 98 лет. До глубокой старости сохранял ясность ума и глубокий интерес ко всему, что было связано с жизнью школы. Умер в Москве 1 марта 1974 г., не дожив до столетия всего год с небольшим. Похоронен на Ваганьковском кладбище.

## Научная и педагогическая деятельность
Научная деятельность началась еще в 20-е гг., когда Н. С. Поздняков публикует работы «Место списывания при обучении орфографии», «К вопросу о мерах борьбы с малограмотностью» (1926 г.), «Как исправлять орфографические ошибки» и «Методика преподавания грамматики» (1928 г.). Все его труды были лишены шаблонности, были ясны и доходчивы. Всего же на протяжении многих лет педагогической деятельности написал сотни статей, его труды даже спустя 50—60 лет после их написания не утратили своей методической ценности.
Исследовал проблемы двух областей методики преподавания русского языка: школьной и вузовской. Особое внимание уделял вопросу выработки орфографических навыков у школьников в начальный период обучения русскому языку. Создатель учебного пособия «Методика обучения орфографии в начальной школе». Автор учебника по методике преподавания русского языка, выдержавшего три издания «Методика преподавания русского языка: учебное пособие для педагогических вузов», в котором даны рекомендации по преподаванию не только грамматики русского языка, но и орфографии и пунктуации.

## Сомнения в адекватности биографии
Его правнучка Татьяна Позднякова полагает, что официальная биография Н. С. Позднякова была фальсифицирована, в частности, неверно указаны дата и место рождения. По ее утверждению, родился он 5 декабря 1885 г. в г. Спасске Тамбовской губернии, о чем сделана запись № 117 в книге Соборной церкви г. Спасска: «врач, личный дворянин, Сергей Николаевич Поздняков и законная жена его Лидия Васильева, сын Николай родился 5 декабря, крещен 11 декабря священником Иоанном Ястребовым с псаломщиком Петром Казанским. Восприемниками были Спасский нотариус Петр Иванович Алексеев и из дворян девица Мария Дмитриевна Кашнинская»: ЦИАМ Ф.418. Оп.323. Д.1569. Л.7. Дело канцлярии по студенческим делам Императорского Московского Университета: Поздняков Николай Сергеевич.